# Live in Texas (album của Linkin Park)
Live in Texas là album trực tiếp đầu tiên và cũng như DVD thứ ba của ban nhạc rock của Mỹ Linkin Park, ban đầu được phát hành vào ngày 18 tháng 11 năm 2003. Danh sách ca khúc chính của ban nhạc bao gồm các bài hát trong album phòng thu Hybrid Theory và Meteora, cũng như một bài hát trong album phối lại Reanimation của họ. Album đạt vị trí thứ 23 trên Billboard 200 và đã bán được 1,1 triệu bản tại Hoa Kỳ. Phiên bản âm nhạc của buổi diễn bao gồm 12 trong số 17 bài hát. Ở phần cuối của bài "A Place For My Head", ca sĩ chính Chester Bennington đập vỡ cây đàn guitar của tay guitar Brad Delson. Vào cuối buổi biểu diễn, DJ Joe Hahn đã ném một thiết bị của mình xuống sàn sân khấu.

## Hoàn cảnh
Đĩa DVD đi kèm với một đĩa CD bổ sung có 12 bài hát từ DVD. Năm bản nhạc sống khác nằm trong đĩa CD LP Underground 3.0 . Âm nhạc trên CD được trộn khác với âm nhạc trên DVD. Đĩa DVD / CD có 2 phiên bản: hộp đĩa CD và hộp đĩa DVD hiếm hơn. Live in Texas đã được RIAA trao chứng nhận Vàng vào năm 2003, chỉ 29 ngày sau khi phát hành album và chứng nhận Bạch kim vào năm 2007.
Cảnh quay buổi nhạc được quay vào ngày 2 tháng 8 và ngày 3 tháng 8 trong chuyến lưu diễn Summer Sanitarium Tour 2003 tại Sân vận động Belieant ở Houston, Texas và Sân vận động Texas ở Irving, Texas. Đoạn phim được tạo từ âm thanh của buổi diễn ở Dallas và video của cả buổi diễn ở Houston và Dallas; do đó, ban nhạc đã phải mặc quần áo giống nhau trong hai buổi diễn, mặc dù vẫn có sự khác biệt đáng kể. Ví dụ, có thể thấy Mike Shinoda mặc hai chiếc áo tương tự nhau nhưng vẫn có sự khác biệt, cây đàn của Brad Delson đôi khi thay đổi nhiều lần ở giữa các bài hát từ PRS màu đỏ sang Ibanez màu đen, cây bass của Dave Farrell cũng thay đổi một vài lần trong phần giữa các bài hát, cũng như chiếc áo sơ mi của ca sĩ chính Chester Bennington ướt đẫm mồ hôi, và nó sẽ khô hoàn toàn vào cảnh tiếp theo ông xuất hiện trên màn hình.
Ở một số nước châu Á, gói đĩa được phát hành kèm theo đĩa VCD thay vì DVD. VCD chứa nội dung giống hệt nhau.
Phiên bản âm nhạc của "From the Inside" và "Runaway" được phát hành dưới dạng mặt-b của đĩa đơn "From the Inside". Khi "Lying from You" được phát hành dưới dạng đĩa đơn, cảnh quay từ Live in Texas đã được sử dụng làm video âm nhạc của bài hát với phần tiếng của phiên bản phòng thu.

### iTunes
Các buổi biểu diễn trực tiếp của "Points of Authority" và "Lying from You" có sẵn để mua trên iTunes.

## Đón nhận
| Đánh giá chuyên môn | Đánh giá chuyên môn |
| Nguồn đánh giá      | Nguồn đánh giá      |
| Nguồn               | Đánh giá            |
| ------------------- | ------------------- |
| Allmusic            | [ 3 ]               |
| Imperiumi           | [ 4 ]               |

Johnny Loftus từ Allmusic đã đưa ra một đánh giá trái chiều về album, cho rằng "sự chuyên nghiệp một cách lạnh lùng của họ khiến Live in Texas nghe có vẻ hơi khô khan", cũng như nói rằng ban nhạc "dường như đánh mất chính mình dưới lớp âm thanh đó." Tuy nhiên, anh cũng nói rằng album "có thể làm một kỷ vật của [người hâm mộ] cho chuyến lưu diễn."

## Danh sách bài hát

### CD
| STT              | Nhan đề                                            | Sáng tác         | Thời lượng |
| ---------------- | -------------------------------------------------- | ---------------- | ---------- |
| 1.               | "Somewhere I Belong"                               | Linkin Park      | 3:37       |
| 2.               | "Lying from You"                                   | Linkin Park      | 3:07       |
| 3.               | "Papercut"                                         | Linkin Park      | 3:06       |
| 4.               | "Points of Authority"                              | Linkin Park      | 3:25       |
| 5.               | "Runaway"                                          | Linkin Park,     | 3:06       |
| 6.               | "Faint"                                            | Linkin Park      | 2:47       |
| 7.               | "From the Inside"                                  | Linkin Park      | 3:00       |
| 8.               | "P5hng Me A*wy"                                    | Linkin Park      | 5:05       |
| 9.               | "Numb"                                             | Linkin Park      | 3:06       |
| 10.              | "Crawling"                                         | Linkin Park      | 3:33       |
| 11.              | "In the End"                                       | Linkin Park      | 3:31       |
| 12.              | "One Step Closer" (chứa phần nhỏ của "1stp Klosr") | Linkin Park      | 4:13       |
| Tổng thời lượng: | Tổng thời lượng:                                   | Tổng thời lượng: | 42:17      |

Phụ phẩm trong CD Tăng cường
- Bộ công cụ trang web
- Hàng hóa
- Bảo vệ màn hình
- Liên kết web

### Đĩa DVD
1. "Don't Stay"
2. "Somewhere I Belong"
3. "Lying from You"
4. "Papercut"
5. "Points of Authority"
6. "Runaway"
7. "Faint"
8. "From the Inside"
9. "Figure.09"
10. "With You"
11. "By Myself"
12. "P5hng Me A*wy"
13. "Numb"
14. "Crawling"
15. "In the End"
16. "A Place for My Head"
17. "One Step Closer" (chứa các khổ hát từ "1stp Klosr")

## Nhân sự
| Linkin Park - Chester Bennington – ca sĩ - Rob Bourdon – trống - Brad Delson – guitar chính - Joe Hahn – Bàn xoay đĩa, sampling, lập trình - Dave "Phoenix" Farrell – bass - Mike Shinoda – ca sĩ, guitar đệm, đàn organ Sản xuất CD - Sản xuất và phối âm: Josh Abraham - Kỹ sư: Ryan Williams - Kỹ sư ProTools: Brandon Belsky - Phối âm tại Pulse Recordings, Los Angeles, California Sản xuất DVD - Đạo diễn: Kimo Proudfoot - Nhà sản xuất DVD: Matt Caltabiano - Đạo diễn nhiếp ảnh: Jim Hawkinson - Biên tập: Kevin McCullough | Đội ngũ sản xuất - Đại diện toàn cầu: Rob McDermott cho The Firm - Đại diện bổ sung: Ryan Saullo và Ryan DeMarti - Đại diện đặt chỗ: Mike Arfin cho Artist Group International - Pháp lý: Danny Hayes cho Davis, Shapiro, Lewit, Montone & Hayes - Giám đốc kinh doanh: Michael Oppenheim và Jonathan Schwartz cho Gudvi, Sussman và Oppenheim - Giấy phép toàn cầu và hàng hóa: Bandmerch - Chỉ đạo sáng tạo: Mike Shinoda và the Flem - Chỉ đạo nghệ thuật và thiết kế: The Flem - Thiết kế Digipak: The Flem - Thiết kế bìa sách: Lawrence Azerrad Design - Hình ảnh Digipak: Gret Watermann - Thu trực tiếp vào 2 tháng 8 năm 2003 tại Sân vận động Relient ở Houston, Texas và vào ngày 3 tháng 8 năm 2003 tại Sân vận động Texas ở Irving, Texas trong chuyến lưu diễn Summer Sanitarium Tour của Metallica. - Ghi âm di động: - Kỹ sư ghi âm trực tiếp: Joel Singer với Effanel Music - Trợ lý kỹ sư thu âm: Hardi Kamsani với Effanel Music - Thiết bị thu âm di động được cung cấp bởi: Effanel Music - Nhà sản xuất DVD: David May - Master DVD: Gateway Mastering - Giám đốc sản xuất DVD: Penny Marciano - Nhà điều phối đồ họa DVD: Raena Winscott - Thiết kế đồ họa DVD: Sean Donnelly và Kimo Proudfoot - Quyền tác giả: Wamo |

## Xếp hạng
| Bảng xếp hạng (2003-05)             | Vị trí cao nhất |
| ----------------------------------- | --------------- |
| Album Úc (ARIA)                     | 18              |
| Album Áo (Ö3 Austria)               | 5               |
| Album Bỉ (Ultratop Vlaanderen)      | 25              |
| Album Bỉ (Ultratop Wallonie)        | 11              |
| Album Đan Mạch (Hitlisten)          | 18              |
| Album Hà Lan (Album Top 100)        | 43              |
| Album Pháp (SNEP)                   | 8               |
| Album Đức (Offizielle Top 100)      | 9               |
| Album Ireland (IRMA)                | 67              |
| Album Ý (FIMI)                      | 25              |
| Album New Zealand (RMNZ)            | 17              |
| Album Ba Lan (ZPAV)                 | 21              |
| Album Bồ Đào Nha (AFP)              | 4               |
| Album Thụy Điển (Sverigetopplistan) | 45              |
| Album Thụy Sĩ (Schweizer Hitparade) | 9               |
| Album Anh Quốc (OCC)                | 47              |
| Album Hoa Kỳ Billboard 200          | 23              |

| Bảng xếp hạng (2017)          | Vị trí cao nhất |
| ----------------------------- | --------------- |
| Album Cộng hòa Séc (ČNS IFPI) | 32              |

## Chứng nhận
| Quốc gia                                                                           | Chứng nhận | Số đơn vị/doanh số chứng nhận |
| ---------------------------------------------------------------------------------- | ---------- | ----------------------------- |
| Úc (ARIA)                                                                          | Gold       | 7.500^                        |
| Áo (IFPI Áo)                                                                       | Gold       | 15.000*                       |
| Brasil (Pro-Música Brasil)                                                         | Platinum   | 125.000*                      |
| Canada (Music Canada)                                                              | Platinum   | 100.000^                      |
| Pháp (SNEP)                                                                        | Gold       | 100.000*                      |
| New Zealand (RMNZ)                                                                 | Gold       | 7.500^                        |
| Tây Ban Nha (PROMUSICAE)                                                           | Gold       | 50.000^                       |
| Anh Quốc (BPI)                                                                     | Gold       | 100.000^                      |
| Hoa Kỳ (RIAA)                                                                      | Platinum   | 1.000.000^                    |
| Tổng hợp                                                                           |            |                               |
| Châu Âu (IFPI)                                                                     | Platinum   | 1.000.000*                    |
| * Chứng nhận dựa theo doanh số tiêu thụ. ^ Chứng nhận dựa theo doanh số nhập hàng. |            |                               |